# Абель, Леопольд Август
Леопольд Август Абель (нем. Leopold August Abel; 24 марта 1718, Кётен — 25 августа 1794, Людвигслюст) — немецкий скрипач, композитор и капельмейстер. Сын Христиана Фердинанда Абеля, брат Карла Фридриха Абеля, внук Кламора Генриха Абеля, дедушка Иоганна Леопольда Абеля.
Учился в Дрездене у Франца Бенды. С 1745 года играл на скрипке в придворном оркестре Брауншвейга, затем в 1758—1765 годах занимал пост капельмейстера в придворной капелле Зондерсхаузена. После 1766 года работал в Шведте и наконец с 1770 года был концертмейстером придворного оркестра князя Мекленбург-Шверинского в Шверине. Оставил ряд скрипичных и оркестровых сочинений. Два сына Абеля также стали скрипачами.